# Culex comminutor
Culex comminutor är en tvåvingeart som beskrevs av Dyar 1920. Culex comminutor ingår i släktet Culex och familjen stickmyggor. Inga underarter finns listade i Catalogue of Life.